# Jump (canción de Flo Rida)
«Jump» es el cuarto sencillo oficial del segundo álbum de estudio R.O.O.T.S del rapero estadounidense Flo Rida en colaboración con la cantautora luso-canadiense Nelly Furtado. La producción estuvo a cargo del baterista de Blink 182, Travis Barker, el ejecutivo discográfico Mike Caren y Oliver "Oligee" Goldstein del dúo musical Oliver. Flo Rida, Furtado, Barker, Goldstein y la cantante estadounidense Ester Dean coescribieron la canción.
La canción se utilizó para promocionar la película de Disney Fuerza-G y se agregó una versión editada a la lista de reproducción de Radio Disney.
Es la octava entrada consecutiva de Flo Rida al Billboard Hot 100, y uno de sus pocos sencillos que no llegó al Top 30 de la lista. La canción ha tenido más éxito en Bélgica, donde alcanzó el puesto 8 y en Australia llegó al puesto 18.  

## Video musical
El video musical fue filmado en mayo por Chris Robinson. Fue estrenado mundialmente el 11 de julio.

## Posicionamiento en listas
| Listas                                      | Máxima posición |
| ------------------------------------------- | --------------- |
| Alemania (Offizielle Deutsche Charts)       | 27              |
| Australia (ARIA)                            | 18              |
| Austria (Ö3 Austria Top 40)                 | 34              |
| Bélgica (Flandes) (Ultratip Bubbling Under) | 8               |
| Canadá (Canadian Hot 100)                   | 32              |
| Escocia (Scottish Singles Sales Chart)      | 9               |
| Canadá (CHR/Top 40)                         | 44              |
| Estados Unidos (Billboard Hot 100)          | 54              |
| Estados Unidos (Mainstream Top 40)          | 35              |
| Irlanda (IRMA)                              | 26              |
| Japón (Japan Hot 100)                       | 91              |
| Nueva Zelanda (Recorded Music NZ)           | 33              |
| Reino Unido (UK Singles Chart)              | 21              |